# Смоленська війна
Смоле́нська війна́  — війна в 1632–1634 роках між Московською державою і Річчю Посполитою за володіння Смоленськом і прилеглими територіями, долученими до складу Речі Посполитої на початку XVII століття.

## Причини війни
Війна почалася в період «безкоролів'я» в Речі Посполитій. Після смерті Сигізмунда III, що сталася 1632, його син Владислав ще не був обраний королем, і в Москві вирішили, що настав слушний момент для реваншу. У Європі в цей час точилася Тридцятирічна війна. Річ Посполита входила до коаліції католицьких держав на чолі з Габсбургами. У цій ситуації природним союзником Московщини стала протестантська Швеція. Вступ у війну Московщини усував для шведів (що тоді воювали в Німеччині) загрозу війни на два фронти. Укладенню міцнішого союзу між країнами перешкодила смерть шведського короля Густава II Адольфа (1632), тому Московська держава розв'язала війну самотужки.

## Початок війни
Війна почалася у червні 1632. Московська держава вирішила скористатися безкоролів'ям і порушила договір про перемир'я, що мав діяти до 1 червня 1633 року
20 червня 1632 року Московський Земський собор оголосив війну і 9 серпня московські війська вторглися на територію Великого Князівства Литовського.

## Облога Смоленська

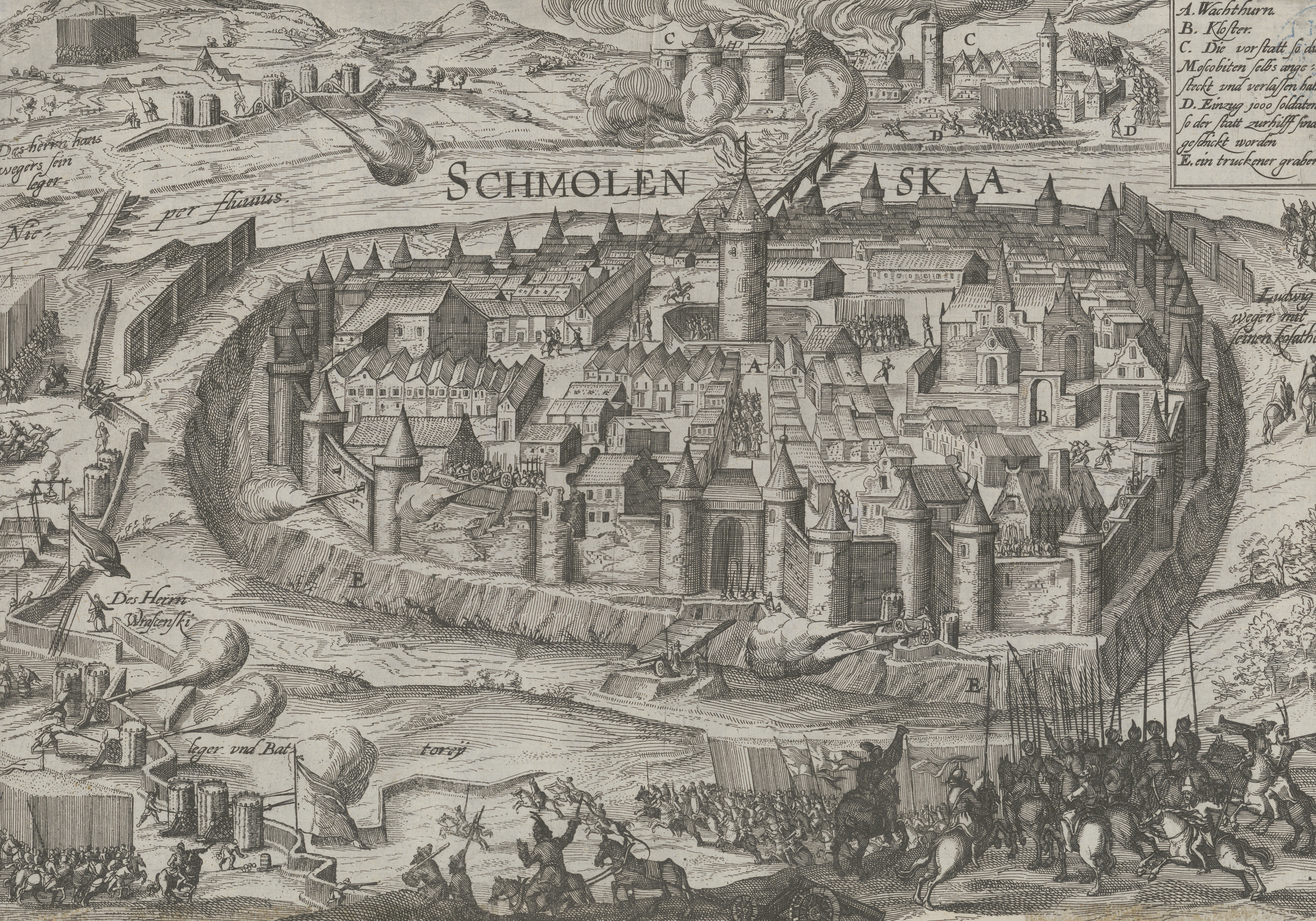
Укріплення Смоленська

У жовтні 23,9 тисяч солдатів (у тому числі 3 тисячі найманців із Західної Європи) боярина Михайла Шеїна із 150 гарматами підійшли до Смоленська, який захищало 1600 вояків коронного війська, підпертих 1000 посполитого рушення шляхти Смоленського воєводства. На чолі оборонців стояв капітан і підвоєвода смоленський Самуель Станислав Друцький-Соколинський, городничий Мальхер Годзєвський, очільник гусарської корогви Олександр Корвін-Госевський та поручник Якуб Воєводський.
Допоміжні московські загони оволоділи меншими фортецями в окрузі (Біла, Невель, Серпейськ, Стародуб), але укріплений Смоленськ наскоком узяти не вдалося, і в грудні 1632 він був обложений. У березні 1633 року до фортеці підтягли облоговий арсенал, що мав 7 великих мортир, які стріляли ядрами вагою від одного до двох пудів. Після тривалого бомбардування московити двічі штурмували Смоленськ, але обидва рази з великими втратами відступали.
До невдач московського штурму не в останню чергу призвело те, що укріплення Смоленська незадовго до війни були відремонтовані та покращені зусиллями смоленського воєводи Олександра Ґосєвського.
Тим часом у травні 1633 року московське військо під проводом П. Лукомського і С. Мякініна виступило із Великих Лук під Полоцьк, і 2 червня захопило місто. Гарнізон під проводом Я. Лісовського утримав замок, тому московське військо було змушене піти з Полоцька, але на зворотному шляху розорило Полоцьке воєводство. Також улітку 1633 року москвини розорили вітебський, усвятський та велізький округи.

Медаль, відбита на честь капітуляції воєводи Шеїна під Смоленськом у 1634 році. На коні король Владислав, перед ним на колінах московські воєводи, за ними московські війська складають свої прапори. Тлом є вид Смоленська

## Блокада і капітуляція московського війська
Облога затягнулася, а у вересні 1633 року новий король Владислав IV підійшов до Смоленська з 15-тисячним регулярним військом та 12 тисячами запорозьких козаків. 3 жовтня йому вдалося прорвати блокаду, а в грудні оточити військо Шеїна. Московська армія князів В. Черкаського і Є. Мишецького, направлена на допомогу Шеїну, не наважилася атакувати польсько-українські сили і відійшла до Дорогобужа.
Заблокувавши Шеїна, Владислав зміг відрядити частину війська на схід. Полякам вдалося наскоком відбити Дорогобуж, після чого польські та козацькі загони почали акти відплати на заході Московського царства — палили села від Великих Лук і Ржова до Можайська, Калуги і Козельська.
Багато дворян і найманців, що потрапили у блокаду під Смоленськом, не бажаючи потерпати від голоду і хвороб, покидали московський табір і переходили до Владислава. 1 березня 1634 року Шеїн капітулював.
Половина (близько тисячі) європейських найманців після капітуляції перейшли на службу до Владислава, а Шеїн з 8-тисячними рештками війська отримав право повернутися до Москви, залишивши Владиславу всю артилерію і табірне майно. Як трофеї Речі Посполитій дісталися від московитів 118 гармат, 8 тисяч мушкетів і 129 прапорів. У Москві поразку сприйняли дуже болісно. Шеїна звинуватили в зраді, зробили крайнім й скарали на горло.

## Комаринська волость
Щоб відтягнути увагу Москви від Смоленська, у квітні 1633 року корпус під командою Олександра Пясочинського обложив Путивль, але у червні облогу довелося зняти. Після капітуляції армії Шеїна було організовано новий похід на Комаринську волость Московського царства. Корпус на чолі з Лукашем Жолкєвським та князем Яремою Вишневецьким тиждень безуспішно облягав Сєвськ. В обох походах узяли участь запорозькі козаки.

## Загроза з боку Османської імперії
Османська імперія вирішила скористатися складним становищем Речі Посполитої. Влітку 1633 року, начебто без дозволу османського султана, сілістрійський паша Абаза переправив через Дністер 2-тисячний татарський загін, що почав пустошити Поділля. Військо під проводом коронного гетьмана Станіслава Конєцпольського вигнало татар за Дністер, перейшло кордон і коло Сасового Рогу над Прутом розгромило їх.
Тоді на початку серпня 1633 року сам Абаза-паша з османським військом перейшов Дунай, долучив до себе військо господаря Молдови, і в середині жовтня зайняв старі шанці султана Османа з часу Хотинської війни 1621 року. Йому назустріч вийшов Конєцпольський із 1000 кварцяного війська, 1250 запорожців і 7000 приватного магнатського війська. Військо Речі Посполитої зайняло старі шанці під Кам'янцем.
19 жовтня на допомогу Абаза-паші підійшли татари Буджацької орди. 23 жовтня Абаза, впевнений у перевазі свого війська, розпочав битву, але був розбитий, і був змушений відступити за кордон. Оскільки Абаза-паша раніше переконав султана Мурада в тому, що Річ Посполита не в стані опиратися османському нападу, султан наказав його задушити.
Наступного року Мурад проголосив джихад проти Речі Посполитої, але перемога коронного війська над армією Шеїна змусила його відмовитися від планів війни та укласти «вічний мир» із Річчю Посполитою.

## Закінчення війни
Речі Посполитій вдалося закріпити політичний успіх, досягнутий під Смоленськом, добившись визнання своїх виняткових прав на колонізацію Чернігово-Сіверських земель — їх досі оспорювала Москва. Неістотні невдачі, як то відмова від атаки на фортецю Біла, яку боронила тисяча вояків московської залоги, загальну ситуацію не змінювала.
В оперативному відношенні, шлях на Москву перекривав для польсько-української армії 10 тисячний московський корпус на чолі з князями Дмитром Черкаським і Дмитром Пожарським.
У червні 1634 року на річці Поляновці було підписано «вічний мир» між Московською державою і Річчю Посполитою, що підтвердив в основному межі, встановлені Деулінським перемир'ям. Як відступне, Московському царству відійшли невеличкі містечка Серпейськ і Трубчевськ з повітами. Серед тіньових угод — 200-тисячний хабар королю Владиславу, який вручили московські посли. Відтак він погодився виключити із своїх регалій звання «цар московський», хоча на володаря Московії його було офіційно обрано 1611.
В результаті успішної війни Річ Посполита «закрила» для себе східний фронт аж до початку Визвольної війни українського народу, коли Богдан Хмельницький знову втягнув Московське царство у війну проти Речі Посполитої (1654).